# Jejska prevlaka
Jejska prevlaka (rus. Ейская коса) je aluvijalni pješčani sprud u Azovskom moru, koji zatvara dio ulaza u Jejski liman. Dio je Jejskog poluotoka. Središnje je odmaralište grada Jejska. Duljina pješčanog spruda je oko 3 km, a prije oluje 1914. dosezala je 9 km.

## Povijest
Dana 13. ožujka 1914. izbio je jak uragan, koji je odnio dio prevlake, te ga je odsjekao od kopna i pretvorio ga u otok.

## Vanjske poveznice
|  | Zajednički poslužitelj ima još gradiva o temi Jejska prevlaka |